# Tubería (industria)

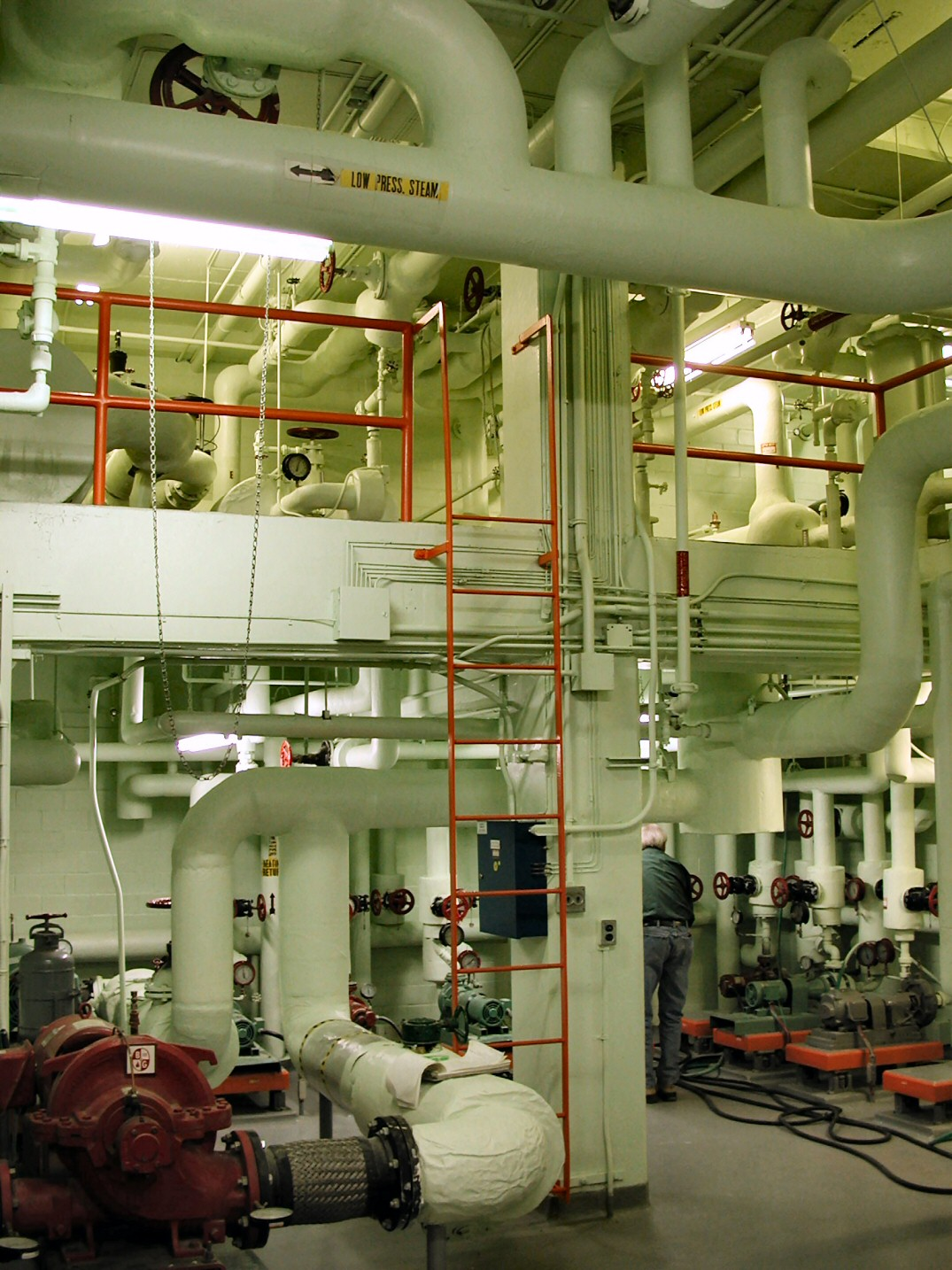
Sistema de tuberías a gran escala en una sala de máquinas HVAC

Dentro de la industria, las tuberías son un sistema de tuberías que se utilizan para transportar fluidos (líquidos y gases) de un lugar a otro. La ingeniería del diseño de tuberías estudia el transporte eficiente de fluidos.
Las tuberías de procesos industriales (y los componentes en línea que las acompañan) se pueden fabricar con madera, fibra de vidrio, vidrio, acero, aluminio, plástico, cobre y hormigón. Los componentes en línea, conocidos como accesorios, válvulas y otros dispositivos, normalmente detectan y controlan la presión, el caudal y la temperatura del fluido transmitido, y generalmente se incluyen en el campo del diseño de tuberías (o ingeniería de tuberías), aunque los sensores y los dispositivos de control automático pueden, alternativamente, ser tratados como parte del diseño de instrumentación y control. Los sistemas de tuberías se documentan en diagramas de tuberías e instrumentación (P&ID). Si es necesario, las tuberías se pueden limpiar mediante el proceso de limpieza de tubos.
La tubería a veces se refiere al diseño de la tubería, la especificación detallada del diseño físico de la tubería dentro de una planta de proceso o un edificio comercial. En días anteriores, esto a veces se denominaba drafting, dibujo técnico, dibujo de ingeniería y diseño, pero hoy en día lo realizan comúnmente diseñadores que han aprendido a utilizar software automatizado de dibujo asistido por computadora o diseño asistido por computadora (CAD).
La plomería es un sistema de tuberías con el que la mayoría de las personas está familiarizada, ya que constituye la forma de transporte de fluidos que se utiliza para proporcionar agua potable y combustibles a sus hogares y negocios. Las tuberías de plomería también eliminan los desechos en forma de aguas residuales y permiten la ventilación de los gases de las aguas residuales al exterior. Los sistemas de rociadores contra incendios también utilizan tuberías y pueden transportar agua potable o no potable u otros fluidos para extinción de incendios.
Las tuberías también tienen muchas otras aplicaciones industriales, que son cruciales para mover fluidos crudos y semiprocesados para refinarlos y convertirlos en productos más útiles. Algunos de los materiales más exóticos utilizados en la construcción de tuberías son Inconel, titanio, cromo-molibdeno y varias otras aleaciones de acero.

## Subcampos de ingeniería
En general, la ingeniería de tuberías industriales tiene tres subcampos principales:
- Material de tubería
- Diseño de tuberías
- Análisis de estrés

## Análisis de estrés
Las tuberías de proceso y las tuberías de energía generalmente son revisadas por ingenieros de tensión de tubería para verificar que el enrutamiento, las cargas de la boquilla, los soportes colgantes y los soportes estén colocados y seleccionados correctamente de modo que la tensión de tubería permitida no se exceda bajo diferentes cargas, como cargas sostenidas, cargas operativas, presión cargas de prueba, etc., según lo estipulado por ASME B31, EN 13480, GOST 32388, RD 10-249 o cualquier otro código y norma aplicable. Es necesario evaluar el comportamiento mecánico de la tubería bajo cargas regulares (presión interna y esfuerzos térmicos) así como bajo casos de carga ocasional e intermitente como terremoto, viento fuerte o vibración especial y golpe de ariete. Esta evaluación generalmente se realiza con la ayuda de programas informáticos especializados (elementos finitos) de análisis de tensión de tuberías como AutoPIPE, CAEPIPE, CAESAR, PASS/START-PROF, ROHR2.
En los soportes de tuberías criogénicas, la mayoría del acero se vuelve más frágil a medida que la temperatura desciende respecto de las condiciones normales de operación, por lo que es necesario conocer la distribución de temperatura para condiciones criogénicas. Las estructuras de acero tendrán áreas de alta tensión que pueden ser causadas por esquinas afiladas en el diseño o inclusiones en el material. 

## Materiales
El material con el que se fabrica una tubería a menudo constituye la base para elegir cualquier tubería. Los materiales que se utilizan para la fabricación de tuberías incluyen:
- Acero carbono
- ASTM A252 Spec Grado 1, Grado 2, Grado 3 Steel Pile Pipe
- Tubería de plástico: tubería de HDPE, tubería de PP-R o tubería de LDPE.[10]
- Acero al carbono para servicio a baja temperatura
- Acero inoxidable
- Metales no ferrosos: cuproníquel, revestimiento de tantalio, etc.
- No metálicos: vidrio templado, revestimiento de teflón, PVC, etc.

## Historia

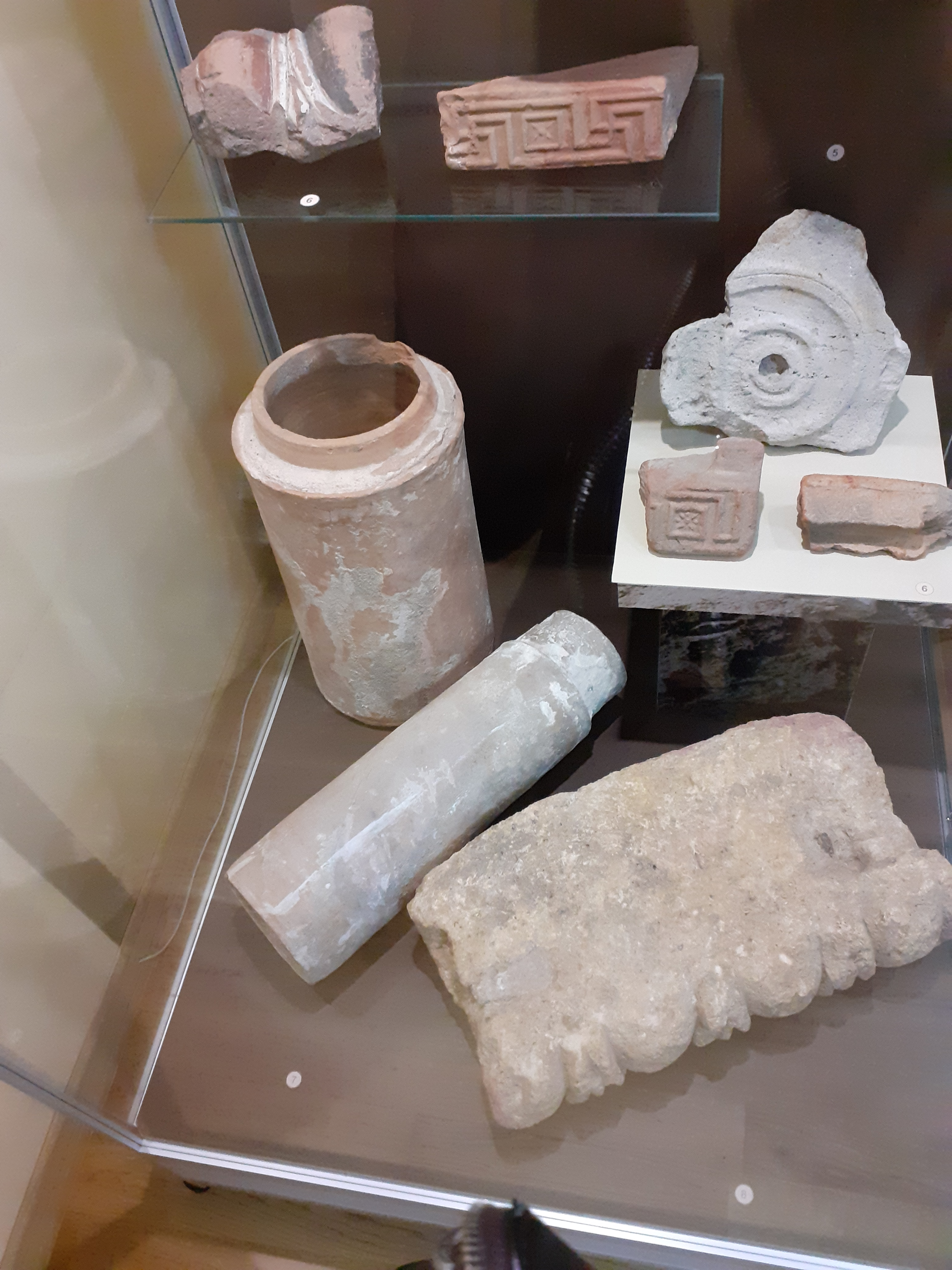
Ucrania, Olbia, elementos de tuberías de agua, el comienzo de nuestra era. Museo Regional de Historia Local de Mykolayiv

Los primeros tubos de madera se construían con troncos que tenían un gran agujero perforado a lo largo en el centro. Posteriormente se construyeron pipas de madera con duelas y aros similares a la construcción de barriles de madera. Los tubos de duelas tienen la ventaja de que se transportan fácilmente como una pila compacta de piezas en un vagón y luego se ensamblan como una estructura hueca en el lugar de trabajo. Las tuberías de madera eran especialmente populares en las regiones montañosas donde el transporte de tuberías pesadas de hierro u hormigón habría sido difícil.
Las tuberías de madera eran más fáciles de mantener que las de metal, porque la madera no se expandía ni contraía con los cambios de temperatura tanto como el metal y, por lo tanto, no se requerían juntas de expansión ni codos. El grosor de la madera otorgaba algunas propiedades aislantes a las tuberías que ayudaban a evitar la congelación en comparación con las tuberías de metal. La madera utilizada para las tuberías de agua tampoco se pudre con mucha facilidad. La electrólisis no afecta en absoluto a las tuberías de madera, ya que la madera es un aislante eléctrico mucho mejor.
En el oeste de los Estados Unidos, donde se usó secoya para la construcción de tuberías, se descubrió que la secoya tenía "propiedades peculiares" que la protegían de la intemperie, los ácidos, los insectos y el crecimiento de hongos. Las tuberías de secoya se mantuvieron lisas y limpias indefinidamente, mientras que las tuberías de hierro, en comparación, rápidamente comenzaron a escalar y corroerse y eventualmente podrían obstruirse con la corrosión.

## Estándares

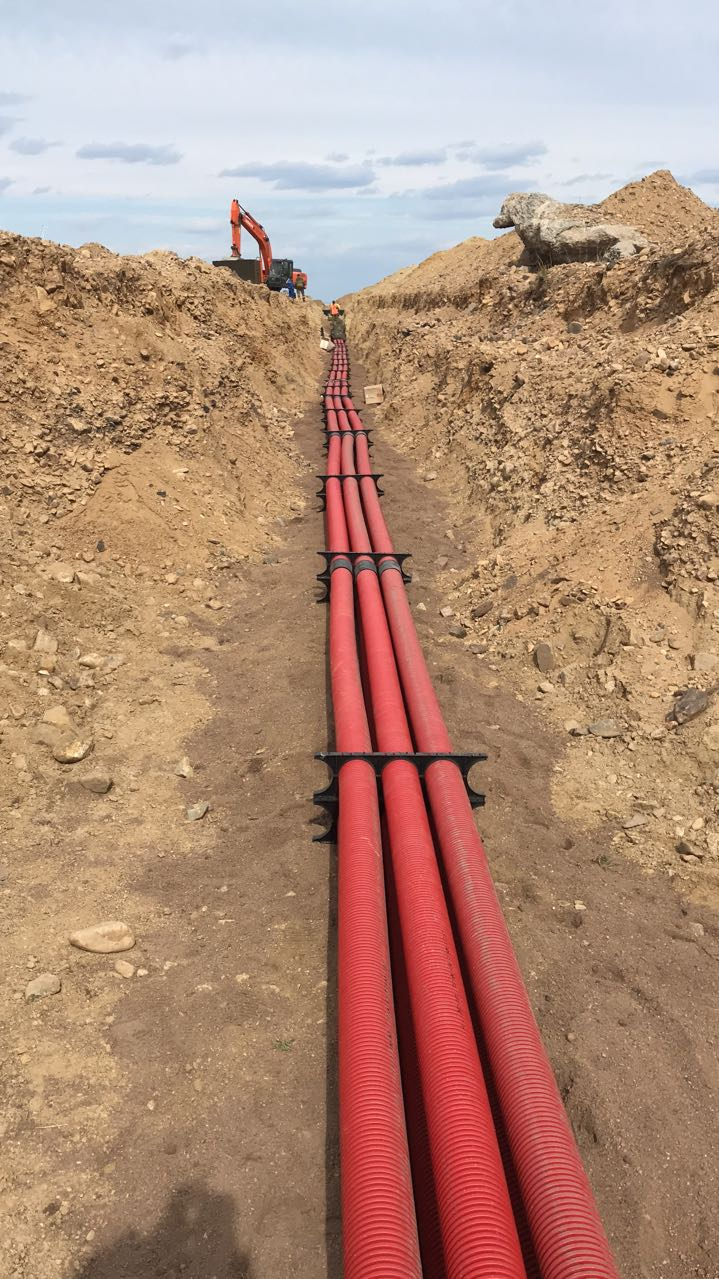
Apilamiento de un oleoducto conectado para el transporte de productos petrolíferos

Hay ciertos códigos estándar que deben seguirse al diseñar o fabricar cualquier sistema de tuberías. Las organizaciones que promulgan estándares de tuberías incluyen:
- ASME - La Sociedad Americana de Ingenieros Mecánicos - Serie B31
  - ASME B31.1 Tubería de alimentación (tubería de vapor, etc.) )
  - Tubería de proceso ASME B31.3
  - ASME B31.4 Sistemas de transporte por tuberías para hidrocarburos líquidos y otros líquidos y petróleo y gas
  - ASME B31.5 Tuberías de refrigeración y componentes de transferencia de calor
  - ASME B31.8 Sistemas de tuberías de transmisión y distribución de gas
  - ASME B31.9 Tubería de servicios de construcción
  - ASME B31.11 Sistemas de tuberías de transporte de lodos (retirado, reemplazado por B31.4)
  - ASME B31.12 Tuberías y tuberías de hidrógeno
- ASTM – Sociedad Americana para Pruebas y Materiales
  - Especificación estándar ASTM A252 para pilotes de tubos de acero soldados y sin costura[13]
- API - Instituto Americano del Petróleo
  - API 5L Industrias del petróleo y el gas natural: tuberías de acero para sistemas de transporte por tuberías[14]
- CWB - Oficina Canadiense de Soldadura
- EN 13480 – Código europeo de tuberías industriales metálicas
  - EN 13480-1 Tuberías industriales metálicas - Parte 1: Generalidades
  - EN 13480-2 Tuberías industriales metálicas – Parte 2: Materiales
  - EN 13480-3 Tuberías industriales metálicas – Parte 3: Diseño y cálculo
  - EN 13480-4 Tuberías industriales metálicas – Parte 4: Fabricación e instalación
  - EN 13480-5 Tuberías industriales metálicas. Parte 5: Inspección y ensayo.
  - EN 13480-6 Tuberías industriales metálicas – Parte 6: Requisitos adicionales para tuberías enterradas
  - PD TR 13480-7 Tubería industrial metálica - Parte 7: Orientación sobre el uso de procedimientos de evaluación de la conformidad
  - EN 13480-8 Tuberías industriales metálicas. Parte 8: Requisitos adicionales para tuberías de aluminio y aleaciones de aluminio.
  - EN 13941 Tuberías de calefacción urbana
- GOST, RD, SNiP, SP: códigos de tuberías rusos
  - Tubería de energía RD 10-249
  - GOST 32388 Tuberías de proceso, tuberías de HDPE
  - SNiP 2.05.06-85 y SP 36.13330.2012 Sistemas de tuberías de transmisión de gas y petróleo
  - GOST R 55990-2014 y SP 284.1325800.2016 Tuberías de campo
  - SP 33.13330.2012 Tuberías de acero
  - GOST R 55596-2013 Redes de calefacción urbana
- EN 1993 -4-3 Eurocódigo 3 – Diseño de estructuras de acero – Parte 4-3: Tuberías
- AWS - Sociedad Americana de Soldadura
- AWWA - Asociación Estadounidense de Obras Hidráulicas
- MSS - Sociedad de Normalización de Fabricantes
- ANSI - Instituto Nacional Estadounidense de Estándares
- NFPA – Asociación Nacional de Protección contra Incendios
- EJMA – Asociación de Fabricantes de Juntas de Expansión